# Витоки художнього твору (Гайдеггер)
«Витоки художнього твору» (нім. Der Ursprung де Kunstwerkes) — есе німецького філософа — Мартіна Гайдеггера. Гайдеггер написав текст між 1935 і 1937 роками, потім переробивши його для публікації в 1950 році.

### Основна ідея
У «Витоках художнього твору» Гайдеггер пояснює суть мистецтва в поняттях буття і істини. Він стверджує, що мистецтво це не тільки спосіб вираження істини в культурі, але й засоби її створення. Твори мистецтва не тільки уявлення, вони насправді, виражають загальне розуміння громади. Кожен раз, коли новий твір з'являється в будь-якій культурі, сенс того, що це існує за своєю суттю змінюється.
Гайдеггер починає своє есе з питання про те, що є джерелом мистецтва. Обкладинка і художник, він пояснює, існують в динамічному тандемі, де один іншого доповнює. Мистецтво, поняття окреме від роботи і творця. Таким чином, воно існує як джерело для них обох. Замість контролю, мистецтво стає тією силою, яка використовує творця для власних цілей. Аналогічним чином, в результаті, роботи повинні бути розглянуті в контексті світу, в якому воно існує. У розкритті задуму, виникає проблема герменевтичного кола.
В цілому, герменевтичне коло викликає парадокс, що в будь-якій роботі, не розуміючи цілей, ви не можете повністю осмислити окремі частини, але без розуміння частини, ви не можете осягнути ціле. Виходить, що без знання сутності мистецтва, ми не можемо зрозуміти суті мистецтва. Гайдеггер говорить про те, щоб заволодіти цим колом, треба або визначити сутність мистецтва, або художнього твору.
Твори, — стверджує Гайдеггер, — це речі:
1. Речі, як речовини з властивостями, або як носії рис.
2. Речі, як різноманіття чуттєвих сприймань.
3. Речі, як матеріальні предмети.

Третя інтерпретація є домінуючою. Цей спосіб мислення поклав кайдани на відображення Буття будь-якої істоти. Візьмемо для прикладу звичайнісінькі — селянські черевики. Для їх опису нам не потрібно навіть, щоб перед нами лежали реальні зразки цього виробу. Всякому вони відомі. Але, оскільки вся справа в безпосередньому описі, корисно буде сприяти їх наочному уявленню. Для цього досить буде їх зображення. Візьмемо відому картину Ван Гога. Але на що ж тут, власне кажучи, дивитися? Всякий знає, що потрібно для черевика. Якщо це не дерев'яні черевики і не ликові постоли, то тут буде підошва зі шкіри та шкіряний верх, скріплені нитками і цвяхами. Такий виріб служить як взуття. Речовина і форма бувають різними залежно від призначення: черевики для роботи в полі або для танців.

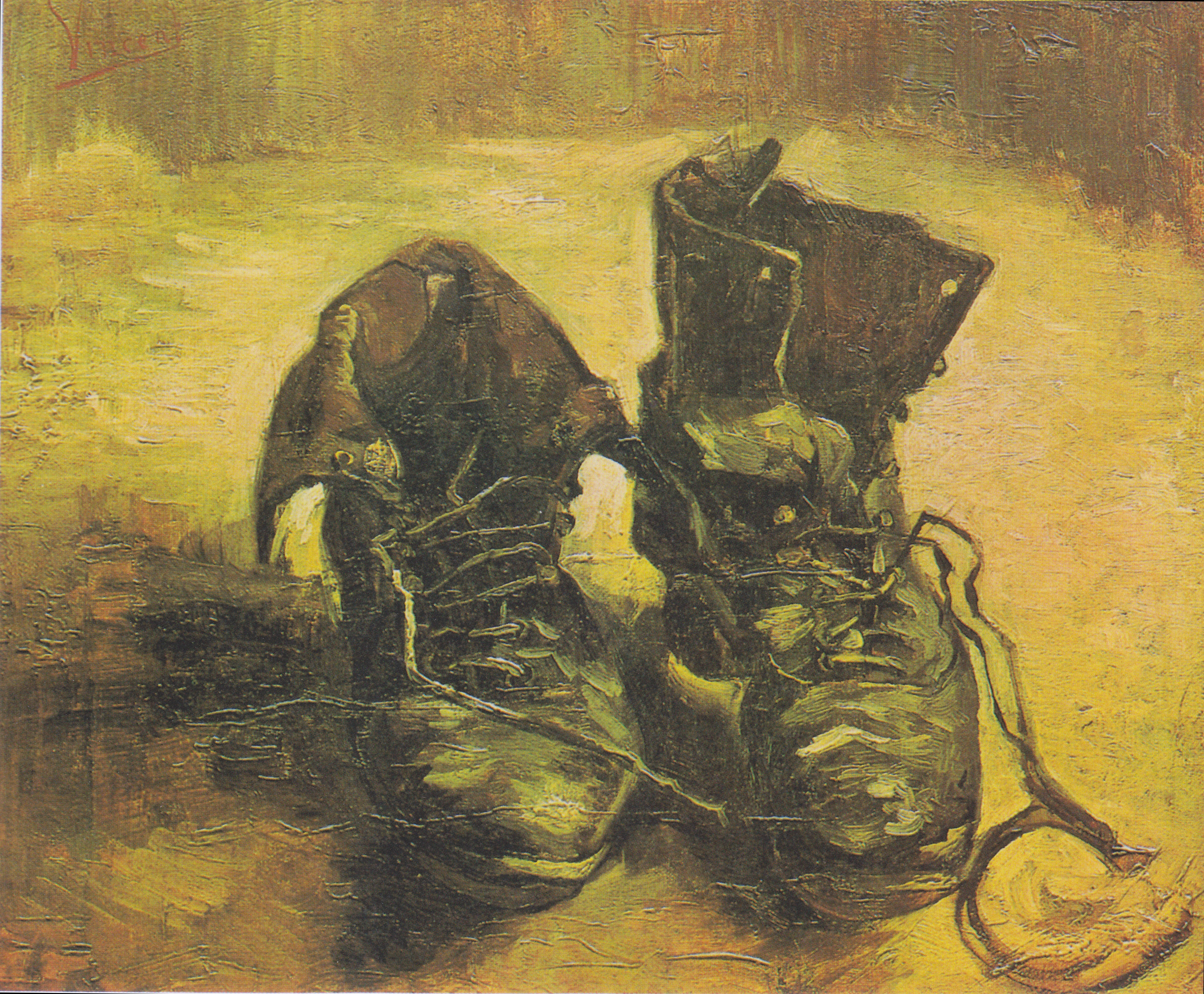
«Пара черевиків» пензля Вінсента ван Гога

Все це вірно, але відноситься лише до того, що і без того відомо. Речовість виробу — в його призначені. Але як же йде справа з цим призначенням? Осягаємо ми разом з нею і речовість виробу? Чи не слід нам, щоб вдалося таке осягнення, звернутися до призначення виробу в тому, як воно служить? Селянка носить черевики, працюючи в полі. Ось тільки тут вони і виявляються тим, яка їх суть. І при тому, тим достовірніше, чим менше селянка, зайнята роботою, тим більше думає про черевики або дивиться на них і взагалі відчуває їх у себе на ногах. Вона ходить в черевиках, стоїть в них. І так черевики дійсно служать їй. І ось тут, коли виріб дійсно застосовується і вживається, речовість виробу зустрінеться на нашому шляху.
А поки ми тільки намагаємося уявити і згадати взагалі черевики, або бачимо на картині, які просто стоять перед нами, порожні, що залишаються без використання. На картині Ван Гога ми не можемо навіть сказати, де стоять ці черевики. Навколо них немає нічого, до чого вони могли б ставитися, є тільки невизначений простір. Немає навіть землі, налиплого на них в полі або по дорозі з поля, а ця пристала до черевиків земля, могла б принаймні вказати на їх застосування. Просто стоять селянські черевики, і, крім них, немає нічого. І все ж.
З темного витоптаного нутра цих черевиків нерухомо дивиться на нас наполеглива праця, яка важко ступає під час роботи в полі. Важка і груба міцність черевиків увібрала в себе всю упертість неспішних кроків уздовж широких і завжди однакових борозен, над якими віє пронизливий різкий вітер. На цій шкірі залишилась вогкість ґрунту. Самотність забилася під підошви цих черевиків, самотній шлях з поля додому вечірньою порою. Тривожна турбота про майбутній хліб насущний прозирає в цих черевиках, турбота, що не знає скарг, і радість, що не шукає слів, коли пережито важкі дні, трепетний страх в очікуванні пологів і тремтіння передчуття наближення смерті. Землі належать ці черевики, ця поважність, у світі селянки — їхній притулок. І з цієї збереженої приналежності землі виріб повстає для того, щоб спочивати в собі самому.
Але ми, напевно, тільки бачимо все це в черевиках, намальованих на картині. А селянка просто носить їх. Якби тільки це було так просто — просто носити їх. Коли селянка пізнім вечором, відчуваючи міцну, хоча й здорову втому, відставляє убік свої черевики, а в досвітніх сутінках знову береться за них або ж у свято проходить повз них, вона завжди, і притому без жодного спостереження і розглядання, вже знає все сказане. Речовість виробу хоча і полягає в його призначенні, але саме призначення покоїться в повноті істотного буття виробу. Ми це буття називаємо надійністю. У силу цієї надійності селянка долучена до землі, в силу цієї надійності вона твердо впевнена у своєму світі. Світ і земля для неї і для тих, хто разом з нею поділяє її спосіб буття, перебувають в речовості виробу, і ніяк інакше. Ми говоримо «ніяк інакше» і помиляємося; бо тільки надійність надає світу затишності, і наділяє землю волею постійного набухання і напору.
Окремий виріб, якщо ним користуватися, зношується, але разом з цим використанням і саме використання використовується, зноситься та роблячись буденним. І так само буття виробу приходить в запустіння. Таке спустошення речовості є спадання надійності. А спад речі людського ужитку бувають зобов'язані буденністю, і є лише нове свідоцтво на користь початкової сутності речовості виробу. Стираючись, повсякденність виробу починає випирати назовні як єдиний і нібито єдино можливий для виробу спосіб буття. Вона створює видимість, ніби витік виробу викладений у форму такій же речовині. І все ж у речовості виробу більш глибоке походження. У речовини і форми і у розрізнення того й іншого більш глибокий витік.

### Висновки
Отже, сутність мистецтва ось що: істина сущого, що має належати творінню. Але адже досі мистецтво мало справу з прекрасним і красою, і аж ніяк не з істиною. Мистецтво, мистецтва, виробляти творіння такого роду, як витончене мистецтво, або мистецтво прекрасного, на відміну від ремесел, від ремісничої майстерності, зайнятої виготовленням виробів. У таких мистецтвах не саме мистецтво прекрасно, але воно називається мистецтвом прекрасного, оскільки виробляє прекрасне. А істина, навпаки, належить до логіки. А краса залишена за естетикою.
Але, можливо, це судження, що мистецтво є поглинанням в творінні істини, тобто відродження віджилого тепер, думка ніби мистецтво є наслідування дійсному, списування дійсного.
У витворі мова йде не про відтворення будь-якого окремого сущого, а про відтворення загальної сутності речей.
Мистецький витвір розкриває притаманним йому спосіб буття сущого. У творінні відбувається це розкриття-виявлення, тобто істина сущого. У художньому творінні істина сущого виражає себе в творінні. Мистецтво є таке розкриття істини в творінні. Що ж таке є істина, що часом вона відкривається, як мистецтво? Що таке це «розкриття себе в творінні»?
Есе Гайдеггера лежить у площині його загальної ідеї прояву «світу-як-події» через мистецький твір, який, за словами Марії Зубрицької, просвітлює, висловлює його (світу) утаєність